# Horace Porter
Horace Porter, född den 15 april 1837 i Huntingdon, Pennsylvania, död den 29 maj 1921 i New York, var en amerikansk officer och diplomat: general i nordstatsarmén.
Porter blev 1861 underlöjtnant i Förenta staternas armé, överstelöjtnant 1864 och brigadgeneral 1865. Han tjänstgjorde under slutet av nordamerikanska inbördeskriget som adjutant åt Ulysses S. Grant och var sekreterare åt denne under hans första presidenttid 1869-1873. Porter ägnade sig sedan åt järnvägsadministration var 1897-1905 ambassadör i Paris. Där upptäckte han (1905) sjöhjälten John Paul Jones grav och anordnade hemförandet av dennes stoft till Annapolis, vilket belönades med tacksägelsevotum av kongressen. Porter var 1907 delegerad vid andra Haagkonferensen. Han utgav en samling fälttågsminnen, Campaigning with Grant (1897).